# Arquitectura copta

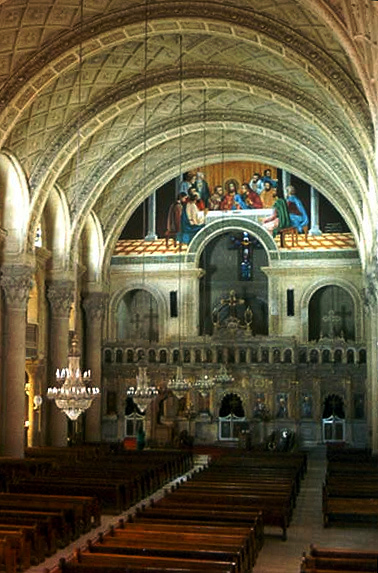
Catedral copta de Sant Marc a Alexandria

L'arquitectura copta és l'arquitectura dels coptes, que conformaven la majoria dels cristians a Egipte.
Les esglésies coptes podien configurar grans catedrals com la l'ortodoxa copta de Sant Marc, fins a petits temples en zones rurals. Molts monestirs antics com el de Sant Antoni, el més antic del món, encara sobreviuen. Antigues esglésies com l'església Penjant del barri copte del Caire contenen un gran valor històric per a l'Església copta.

## Origen i influències
Els orígens de l'arquitectura copta es poden rastrejar fins a l'arquitectura de l'antic Egipte, en observar-se una similitud entre el projecte de temples egipcis antics, ampliant-se d'un pati exterior a un santuari interior cobert al de les esglésies coptes, amb un nàrtex o porxo exterior, i (en edificis més tardans) un santuari amagat darrere d'un iconòstasi. Altres consideren que les primerenques esglésies coptes provenien, com les esglésies romanes d'Orient i romanes, de la basílica grecoromana. Les restes de la catedral d'Heròpolis Magna (c. 430-440) són les supervivents més importants del breu període en què l'Església copta representava la religió oficial a Egipte.
Des dels seus inicis, l'arquitectura copta fusionà tradicions de la construcció egípcia indígena i materials amb estils grecoromans i romans d'Orient cristians. Els rics estils de la veïna cristiana Síria hi tingueren una creixent influència després del segle vi, incloent l'ús de timpans de pedra.

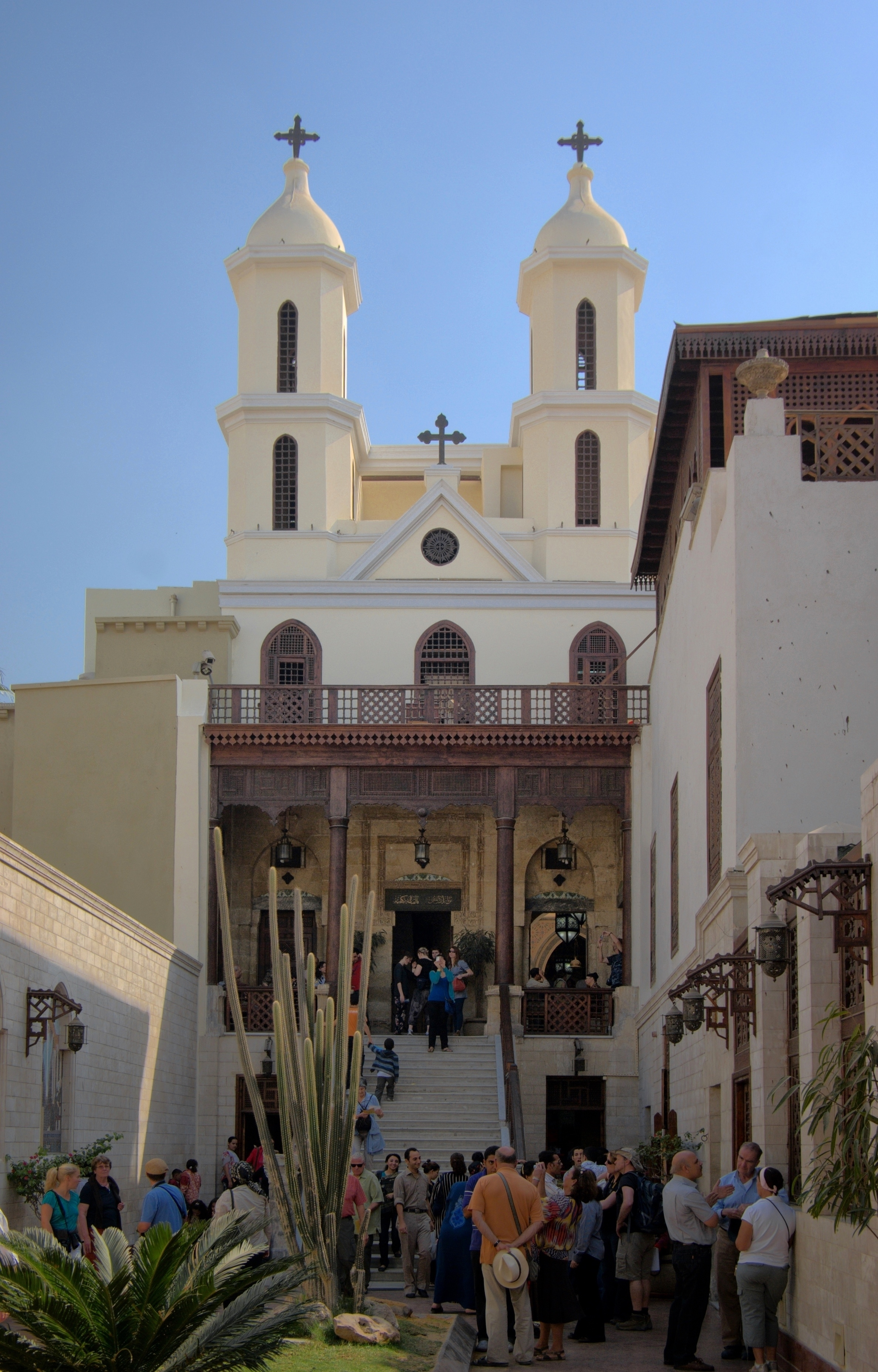
L'església Penjant és l'església copta més famosa del Caire; va ser construïda als segles III o IV

Durant un període de dos-cents anys, l'arquitectura copta va incorporar estils de l'antic Egipte nadiu, grecoromà, romà d'Orient i europeus occidentals. Després de la conquesta musulmana d'Egipte, pot observar-se la influència de l'art i l'arquitectura copta sobre l'arquitectura islàmica egípcia, així com la incorporació d'algunes característiques coptes als edificis islàmics d'Egipte. Això pot explicar-se pel fet que els primers governants musulmans d'Egipte, així com els governants ptolemaics i romans d'Orient abans que ells, reclutaven egipcis nadius com a paletes.
En segles posteriors, l'art i l'arquitectura copta també van incorporar motius inspirats en estils islàmics. En particular, exemples d'arcs en punta apareixen a les esglésies coptes a partir del segle IV i aquesta es va convertir en una característica notable de l'arquitectura islàmica i pot haver-se propagat des d'allí a l'arquitectura gòtica europea, encara que això continua debatent-se entre els historiadors de l'arquitectura. Molts d'ells consideren que els seus orígens es troben a Assíria, des d'on es van expandir a Pèrsia, on es van unir a l'estil islàmic.

## Característiques
El patriarcat d'Alexandria es va separar de les altres esglésies ortodoxes al 451 i formà l'Església copta. Després d'aquesta data, els coptes, que constituïen llavors la majoria de la població egípcia, van ser evitats i sovint perseguits pels governants romans d'Orient fins a la conquesta d'Egipte per l'Islam, després de la qual la població copta lentament decresqué i arribà a una posició més aviat precària. Per tant, l'arquitectura copta mancà del patronatge dels governants, responsables de la major part dels edificis importants de l'arquitectura romana d'Orient i catòlica medieval. La majoria d'edificis eren petits, conservadors en el seu disseny i propers als estils vernacles. També tenien una tendència a la construcció massiva, que era parcialment un gust egipci que sobrevivia del període faraònic, i també la necessitat d'edificis semifortificats, resultat inevitable de la construcció de grans estructures de tova, per mantenir-les fresques en el clima egipci.
Molt abans de la ruptura de 451, la cristiandat egípcia fou pionera en la vida monacal, amb moltes comunitats establertes en llocs deliberadament remots, especialment al sud d'Egipte. El gran nombre relatiu d'edificis que han sobreviscut dels primers períodes del monaquisme, d'ençà el segle V en endavant, és un grup dels més importants d'edificis cristians primerencs que segueixen en peus, per la qual cosa ofereixen un correctiu útil a l'art cortesà de Ravenna i Constantinoble. Molts murals primerencs també han sobreviscut. Fins i tot les ruïnes dels monestirs en molts llocs s'han conservat en bones condicions. L'arquitectura copta primerenca és, per tant, de gran importància per a l'estudi de l'arquitectura cristiana primerenca en general.

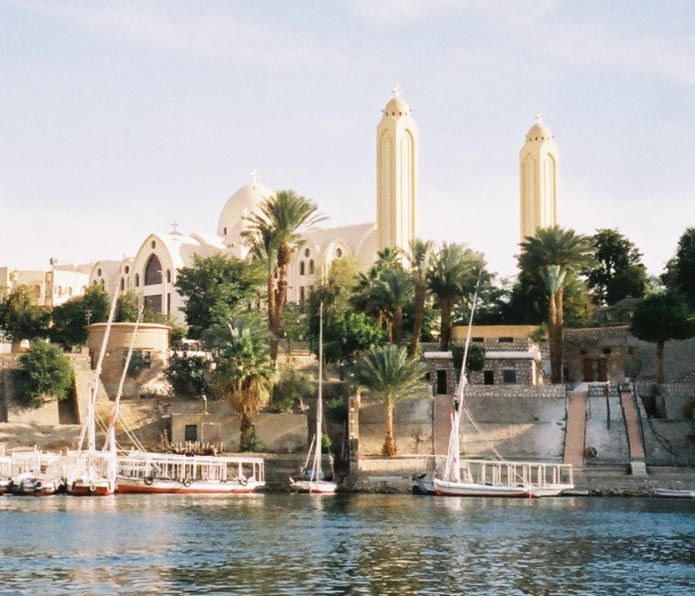
Catedral ortodoxa copta de l'Arcàngel Miquel a Assuan

Malgrat la ruptura amb les altres esglésies ortodoxes, alguns aspectes de la disposició de les esglésies coptes tenen un paral·lel amb les esglésies ortodoxes, com el sorgiment d'un iconòstasi per separar el santuari; i amb les occidentals, com el moviment al llarg dels segles del lloc del baptisteri del nàrtex o pòrtic extern a la part posterior de la nau; l'existència, però, de tres altars al santuari, algunes vegades en absis separats, és típica i distintivament copta.
Especialment entre la conquesta musulmana i el segle xix, la façana externa de les esglésies coptes urbanes sol ser plana i discreta, i els monestirs estan sovint envoltats d'alts murs per defensar-los dels invasors del desert durant l'edat mitjana. Internament, però, les esglésies poden estar decorades, encara que s'eviten les escultures monumentals de figures sacres, tal com en les altres esglésies ortodoxes.
Molts monestirs i esglésies coptes escampats al llarg d'Egipte es construïren amb tova sobre plànols de basíliques d'estil arquitectònic grecoromà. Usualment, presenten grans murs, columnes i arquitraus, i acaben en un absis tripartit, però n'hi ha moltes variants. Les cúpules són petites comparades amb les de les esglésies romanes d'Orient. L'ús de bigues és sovint massiu en la nau, algunes vegades per sostenir un sostre pla i d'altres per donar fortalesa estructural a les parets. A dins, les esglésies estan ricament decorades amb murals i relleus.

### Iconòstasi

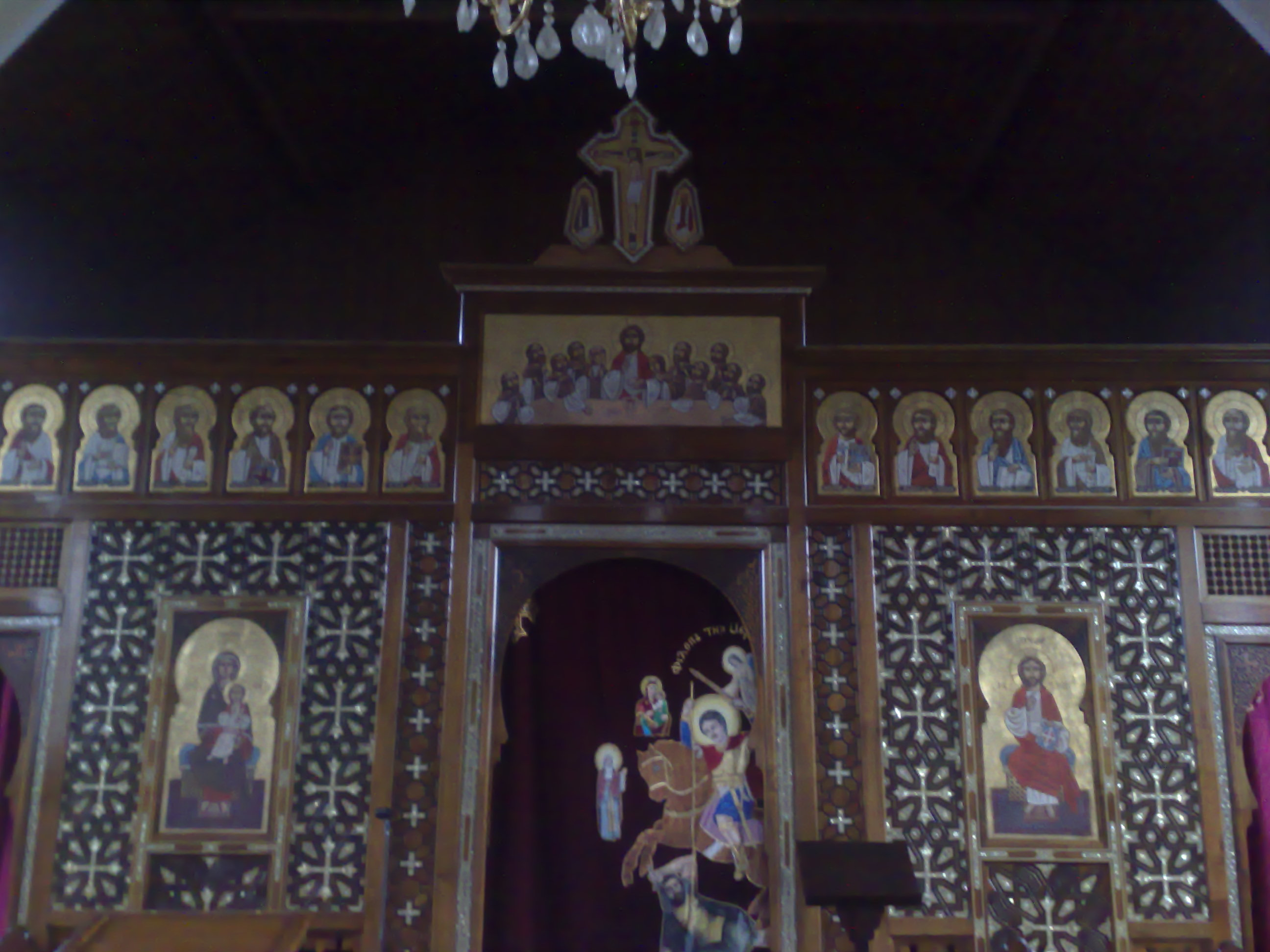
Exemple de iconòstasi copte modern a l'església de Santa Maria i Sant Mercuri de Gal·les

L'iconòstasi, paret que separava el santuari del cos principal de l'església, és una de les característiques principals de qualsevol església copta. Sovint, els iconòstasis coptes estan menys composts d'icones que els de les esglésies ortodoxes orientals. Normalment, estan fets de banús i algunes vegades incrustats d'ivori, com a l'església de Santa Maria a Harat Zewila, al Caire.
L'iconòstasi de l'església de Santa Maria al centre històric del Caire, reconstruïda després de 1321, mostra la mescla d'elements estilístics en l'arquitectura copta. El plànol bàsic n'és el de la basílica i ss'hi han utilitzat antigues columnes reciclades. El treball més antic en fusta d'estil islàmic són les muqarnes en les petxines, i una creu d'inspiració gòtica a l'iconòstasi. S'hi usa motius abstractes islàmics, la qual cosa també hi és comuna.
Hi ha molts exemples d'iconòstasis coptes que en precedeixen els orientals i occidentals supervivents.

### Gravat decoratiu

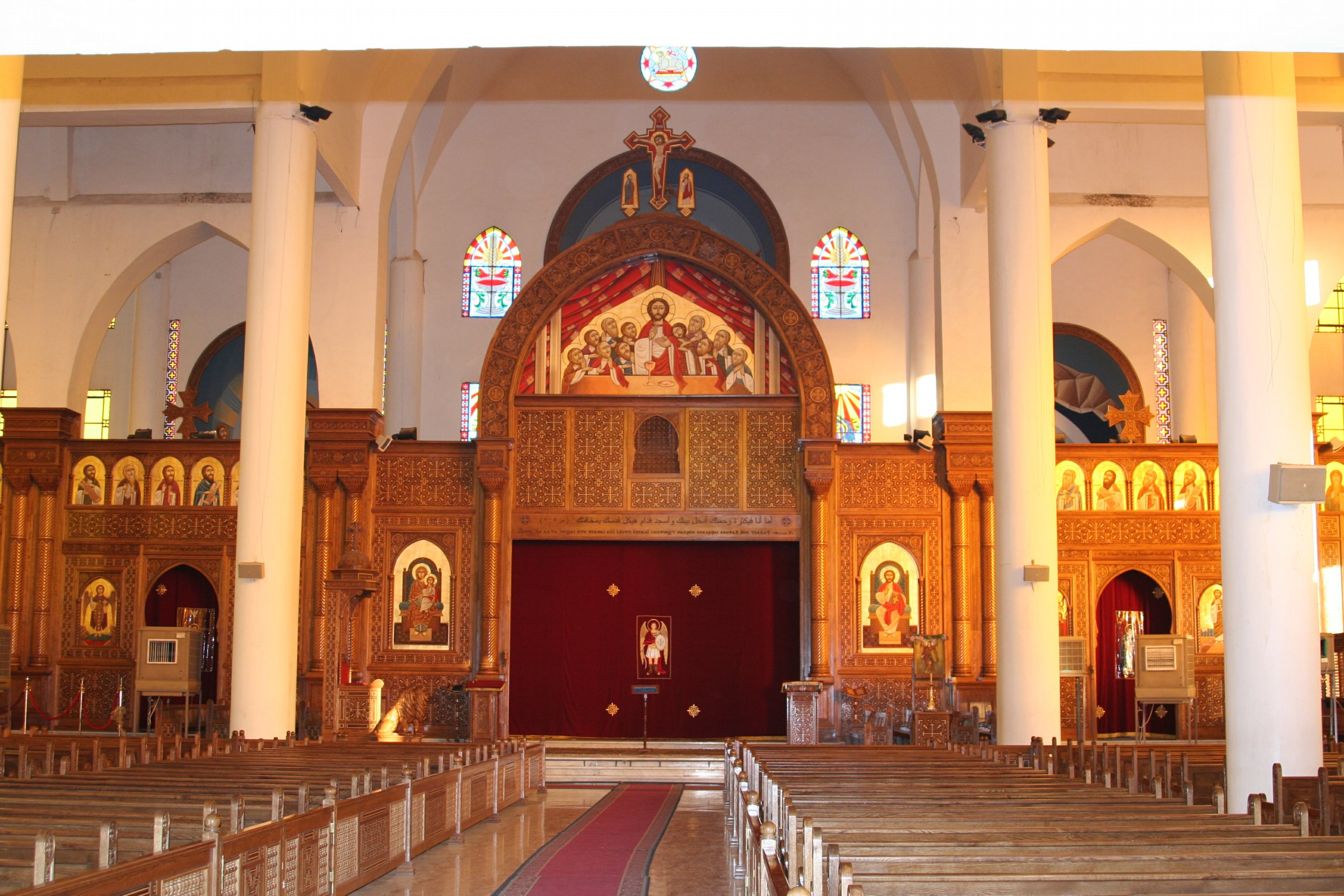
Catedral ortodoxa copta de l'Arcàngel Miquel a Assuan

Els edificis coptes primerencs contenien gravats decoratius als capitells de les columnes o als frisos, alguns dels quals incloïen entrellaçats, animals enfrontats i altres motius. Aquests també estan relacionats amb els manuscrits il·lustrats i teixits coptes, i són sovint considerats com a influències significatives de l'art islàmic primerenc (a la Façana de Mushatta, per exemple) i de l'art insular a les Illes Britàniques, que semblen haver estat en contacte amb els monestirs coptes. A partir de l'art insular, aquests motius es desenvoluparen en l'art romànic europeu.

## Arquitectura copta moderna

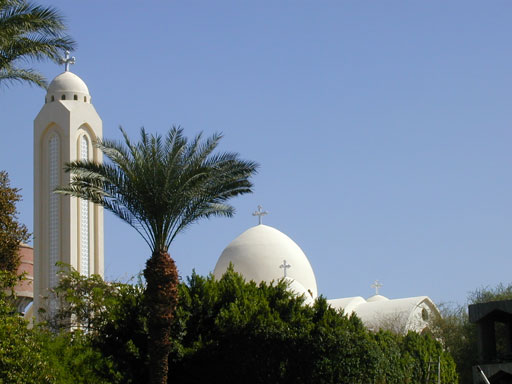
Un monestir copte modern a Egipte

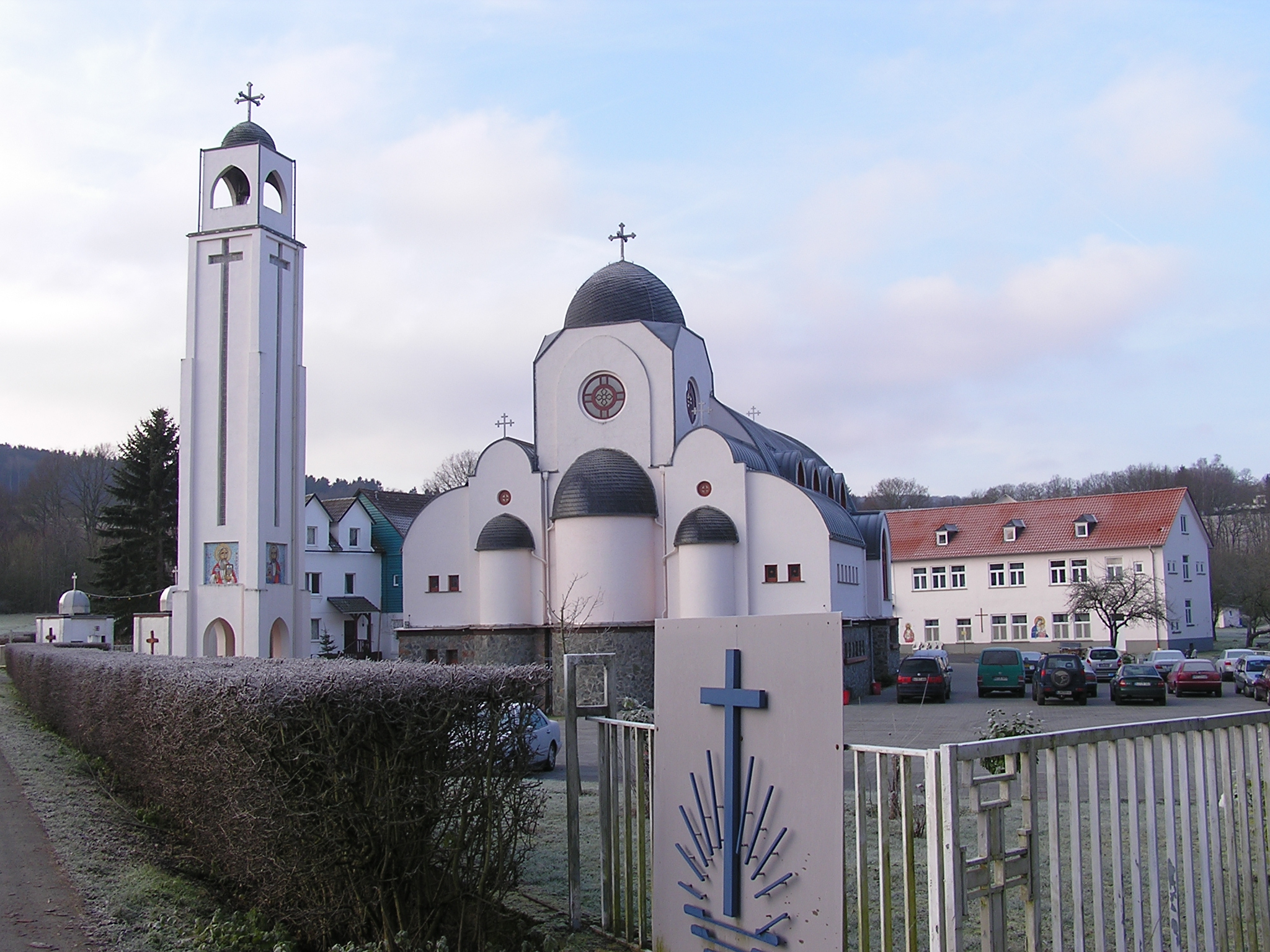
Monestir de Sant Antoni a Alemanya

Els estils arquitectònics europeus van començar a influenciar les esglésies coptes al segle xviii. Algunes esglésies coptes modernes que tenen característiques pròpies d'esglésies europees són l'església de Santa Maria (El Marashly) a Zamalek, el Caire, dissenyada per l'arquitecte copte Ramses Wissa Wassef. Altres exemples en són la catedral ortodoxa copta de Sant Marc al Caire, consagrada el 1968, i la catedral copta ortodoxa de l'Arcàngel Miquel, consagrada el 2006.
Les esglésies coptes mantenen la tradició de ser construïdes amb les mateixes formes que les antigues, però en general les modernes són més grans que les seues predecessores.